# Кёксал, Бурджу
Бурджу Кёксал (тур. Burcu Köksal, род. 1 января 1980, Афьонкарахисар) — турецкая женщина-политик, член Республиканской народной партии (РНП). С 2024 года занимает пост главы Афьонкарахисара. В 2015—2024 годах была членом Великого национального собрания.

## Биография
Родилась 18 января 1980 года в Афьонкарахисаре в семье учителей. После получения среднего образования в родном городе окончила юридический факультет Стамбульского университета. С 8 марта 2004 года работала юристом в Афьонкарахисаре.
Участница Ассоциации идей Ататюрка и Ассоциация в поддержку современной жизни.
С 2007 года руководила женским отделением РНП в Афьонкарахисаре. Заняла первое место в партийном списке кандидатов РНП от ила Афьонкарахисар на парламентских выборах, прошедших в июне 2015 года, обойдя Ахмета Топташа. В итоге стала единственным членом РНП, избранным в иле Афьонкарахисар. В ноябре 2015 года была переизбрана.
В 2018 году ненадолго вышла из РНП, чтобы вступить в Хорошую партию, что позволило последней принять участие в парламентских выборах 2018 года. В том же году вновь была избрана членом Великого национального собрания от Афьонкарахисара, в 2023 году переизбрана. В том же году стала заместителем главы парламентской группы РНП.
В 2024 году баллотировалась в главы Афьонкарахисара. Во время избирательной кампании заявила, что «двери Афьонкарахисара открыты для всех, кроме членов Народной партии равенства и демократии». Комментируя эти слова, глава Стамбула Экрем Имамоглу заявил, что Кёксал должна снять свою кандидатуру либо выйти из РНП. В итоге, РНП письменно обязала своих членов, баллотирующихся от неё на административные посты, не допускать в своих речах выражений, которые могут быть восприняты как дискриминационные.
Несмотря на инцидент, Кёксал всё же выиграла выборы, набрав 50,73 % голосов, и стала первой женщиной, возглавившей Афьонкарахисар. 3 апреля 2024 года она официально стала главой города, в тот же день были прекращены её депутатские полномочия.

## Личная жизнь
26 июня 2015 вышла замуж за Ясина Кёксала. У Бурджу Кёксал есть сын от предыдущего брака.